# Вирішальна сутичка
«Вирішальна сутичка» — радянський художній фільм 1979 року, знятий режисером Сергієм Шутовим на кіностудії «Казахфільм».

## Сюжет
Психологічна драма за мотивами повісті А.Кулешова «Переміг Олександр Луговий». Легко і просто все вдається головному герою Альжану Тулегенову — студенту факультету журналістики, майстру спорту боротьби дзю-до. Із серйозними труднощами йому вперше довелося зіткнутися лише під час проходження практики. Недостатньо глибоко розібравшись у суті проблеми, Альжан написав статтю, в якій несправедливо звинуватив чесну людину. Вирішальна сутичка героя відбувається не на бійцівському килимі, а всередині нього самого.

## У ролях
- Гульнара Єралієва — головна роль
- А. Сулєєв — головна роль
- Нурмухан Жантурін — батько
- Федір Одиноков — Михайлов
- Леонтій Полохов — роль другого плану
- О. Сокольщук — роль другого плану
- Лев Тьомкін — роль другого плану
- Аміна Умурзакова — роль другого плану
- Досхан Жолжоксинов — роль другого плану
- Мухтар Бахтигереїв — роль другого плану
- Байкенже Бельбаєв — роль другого плану
- Макіль Куланбаєв — роль другого плану
- Шахан Мусін — роль другого плану
- Ментай Утепбергенов — роль другого плану

## Знімальна група
- Режисер — Сергій Шутов
- Сценарист — Фелікс Французов
- Оператор — Б. Даутов
- Композитор — Едуард Богушевський
- Художник — Олександр Деріганов